# Aeroportul Berbérati
Aeroportul Berbérati (IATA: BBT, ICAO: FEFT) este un aeroport din Berbérati, Mambéré-Kadéï, Republica Centrafricană ce deservește zona Berbérati. A fost numit după zona deservită.
Situat la o altitudine de 588 m, aeroportul dispune de o singură pistă.